# Neoclides
Neoclides is een geslacht van Phasmatodea uit de familie Diapheromeridae. De wetenschappelijke naam van dit geslacht is voor het eerst geldig gepubliceerd in 1940 door Uvarov.

## Soorten
Het geslacht Neoclides omvat de volgende soorten:
- Neoclides cordifer (Redtenbacher, 1908)
- Neoclides diacis (Haan, 1842)
- Neoclides echinatus (Redtenbacher, 1908)
- Neoclides epombrus (Günther, 1929)
- Neoclides heitzmanni Bresseel, 2013
- Neoclides laceratus (Haan, 1842)
- Neoclides magistralis (Redtenbacher, 1908)
- Neoclides rivalis (Redtenbacher, 1908)
- Neoclides simyra (Westwood, 1859)
- Neoclides spiniger (Günther, 1943)